# Lycée Champollion
Le lycée Champollion est un établissement français d'enseignement secondaire et supérieur situé à Grenoble, au 1 cours Lafontaine, près de la place Victor-Hugo. Le lycée est nommé en hommage à l'égyptologue Jean-François Champollion, d'origine dauphinoise par son père, et ayant vécu de nombreuses années à Grenoble.
Le lycée Champollion possède également des classes préparatoires aux grandes écoles scientifiques (MPSI, MP2I, PCSI, BCPST), littéraires (Khâgnes A/L, et LSH), économiques et commerciales (ECE et ECS). 
À la rentrée 2021, le lycée Champollion comptait 1 942 élèves (1073 en CPGE et 869 dans le secondaire).

## Histoire
Du début du XVIIIe siècle jusqu'en 1887, l'actuel lycée Stendhal est l'unique établissement d'enseignement secondaire de Grenoble et de l'Isère. Parmi ses élèves, il compte Jean-François Champollion. L'époque de Jules Ferry, vers 1880, privilégie l'enseignement public et à Grenoble, un maire, Édouard Rey, aide au mouvement de scolarisation en profitant de l'expansion démographique que connaît alors la ville, ainsi que de l'espace libéré par la destruction des remparts Haxo.
C'est en 1882 qu'est décidée la construction d'un nouveau lycée sur un terrain de 28 000 m2 situé entre les anciennes fortifications et le nouveau quartier de la gare. Il est alors prévu pour 1 000 élèves (400 internes, 100 demi-pensionnaires, 500 externes). Son budget de construction ne devra pas dépasser 2 millions de francs. À terme, il atteindra 3 millions et demi, partagés par moitié entre la ville et l'état. La municipalité a recours à un architecte de renom, grand prix de Rome, réalisateur du lycée Buffon à Paris et de la prison de la Santé : Joseph Auguste Émile Vaudremer. On ne lésina pas sur la qualité des matériaux employés : bois des forêts de Chartreuse, pierres de Villebois (Ain) et de l'Estaillade (Drôme) ; sur l'hygiène et le confort : chauffage central à vapeur, tout-à-l'égout. Mais on en resta à l'éclairage au gaz.
Le lycée est inauguré pour la rentrée d'octobre 1887 faisant l'objet de nombreuses critiques. Les unes portant sur le dépassement financier, les autres sur son architecture qualifiée, au choix, de « mégisserie », de « séchoir à tabac », voire « d'hôpital d'incurables ». Édouard Rey ne sera pas réélu en 1888, et la construction du nouvel établissement ne semble pas avoir été étrangère à son échec électoral.

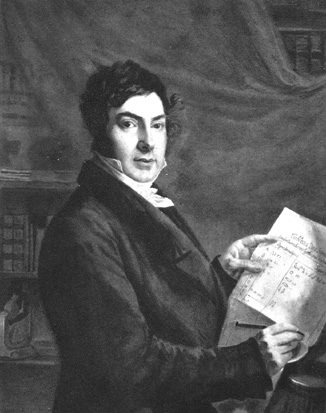
Jean-François Champollion, égyptologue à l'origine du déchiffrement des hiéroglyphes.

En 1923, ce lycée de garçons sera baptisé Champollion, après avoir failli prendre le nom de Barnave. Mais 1922 marquait le centenaire du déchiffrement des hiéroglyphes et c'était l'occasion de rendre hommage à deux frères très liés à la vie grenobloise, Jacques-Joseph Champollion employé à la bibliothèque municipale et plus particulièrement Jean-François Champollion qui a vécu près de 17 ans à Grenoble avant de devenir illustre le 27 septembre 1822 en révélant le déchiffrement des hiéroglyphes devant les membres de l'Académie des inscriptions et belles-lettres. Près de deux siècles plus tard, leur maison familiale deviendra le musée Champollion. 
La statue de la salle des professeurs n'est qu'une copie du plâtre de Bartholdi légué par sa veuve en 1905 à la ville de Grenoble et installé au lycée (modèle lui-même de l'œuvre en marbre que l'on trouve dans la cour du Collège de France), l'original ayant été récupéré par l'actuel musée de peinture au moment de la mise en service de son nouveau bâtiment en 1994. 
Au départ, l'établissement accueillait des élèves des classes enfantines (5-6 ans) aux classes préparatoires (« Saint Cyr » et « mathématiques spéciales »), si bien que l'on pouvait y passer 13 ans de sa jeunesse. Au fil des décennies, il perdra ses classes primaires, puis son premier cycle, verra gonfler le second cycle et se multiplier les classes préparatoires. Prévu pour 1 000 élèves, il en accueillera jusqu'à 2 500, dont 200 seulement seront toujours internes.
Bien des péripéties marqueront son existence : la guerre, les réformes, les frondes scolaires, constituant une histoire dense et colorée, mais cependant semblable à celle de bien d'autres lycées de grandes villes.

## Enseignements
Le lycée abrite des élèves qui préparent le baccalauréat général.
Le lycée accueille des CPGE littéraires (Khâgnes A/L, et LSH), économiques et commerciales (ECG), et scientifiques (MP, MPI, PC, PSI, BCPST).

### Les langues enseignées
Liste des langues selon l'ordre alphabétique :  
- Allemand
- Anglais
- Espagnol
- Italien

### Options
- Science de l'ingénieur
- Latin
- Arts plastiques
- Musique

## Classement

### Classement du Lycée
En 2018, le lycée se classe 1e sur 43 au niveau départemental quant à la qualité d'enseignement, et 70e sur 2277 au niveau national. Le classement s'établit sur trois critères : le taux de réussite au bac, la proportion d'élèves de première qui obtiennent le baccalauréat en ayant fait les deux dernières années de leur scolarité dans l'établissement, et la valeur ajoutée (calculée à partir de l'origine sociale des élèves, de leur âge et de leurs résultats au diplôme national du brevet).

### Classements des CPGE
Le classement national des classes préparatoires aux grandes écoles (CPGE) se fait en fonction du taux d'admission des élèves dans les grandes écoles. 
En 2021 (2018), L'Étudiant donnait le classement suivant pour les concours de 2020 (resp. 2017) :
D'après ce classement, le Lycée Champollion compte plusieurs des meilleures classes de CPGE à l'échelle nationale.    
| Filière | Élèves admis dans une grande école*          | Taux d'admission*           | Classement national                   |
| --- | -------------------------------------------- | --------------------------- | ------------------------------------- |
| MP / MP* | 16 / 62 élèves (2017) 49 / 108 élèves (2020) | 25,8 % (2017) 45,4 % (2020) | 14e (2017) sur 113 17e (2020) sur 134 |
| PC / PC* | 11 / 66 élèves (2017) 39 / 80 élèves (2020)  | 16,7 % (2017) 48,8 % (2020) | 18e (2017) sur 106 11e (2020) sur 109 |
| PSI / PSI* | 17 / 95 élèves (2017) 54 / 86 élèves (2020)  | 17,9 % (2017) 62,8 % (2020) | 25e (2017) sur 118 15e (2020) sur 124 |
| BCPST | 53 / 83 élèves (2017) 54 / 89 élèves (2020)  | 63,9 % (2017) 60,7 % (2020) | 8e (2017) sur 54 11e (2020) sur 55    |
| ECS | 23 / 34 élèves (2017)                        | 73,5 % (2017)               | 23e (2017) sur 95                     |
| ECE | 22 / 33 élèves (2017)                        | 66,7 % (2017)               | 28e (2017) sur 105                    |
| Khâgne A/L | 3 / 27 élèves (2017) 8 / 29 élèves (2020)    | 11,1 % (2017) 27,6 % (2020) | 20e (2017) sur 36 8e (2020) sur 33    |
| Khâgne LSH | 8 / 43 élèves (2017)                         | 18,6 % (2017)               | 26e (2017) sur 73                     |
| Source : Classement 2021 (2018) des prépas - L'Étudiant (Concours de 2020 (resp. 2017)). * le taux d'admission dépend des grandes écoles retenues par l'étude. NB : La classification de ces grandes écoles a évolué entre les classements de 2018 et de 2021 dans chaque filière. - MP / MP* (2017) : 4 ENS (Ulm, Lyon, Paris-Saclay, Rennes), CentraleSupélec, Centrale Lyon, ENSTA Paris, Mines ParisTech, Polytechnique, Ponts ParisTech, ISAE-Supaéro, Télécom ParisTech. - MP / MP* (2020) : Polytechnique, 4 ENS, Mines ParisTech, Ponts ParisTech, Télécoms Paris, ISAE-Supaéro, CentraleSupélec, les écoles Centrale de Lyon, Lille, Marseille et Nantes, les Mines Nancy et Saint-Étienne, Ensta Paris, Arts et Métiers, Insa, Grenoble INP, ENSEEIHT, ESTP, UTC, IMT Atlantique. - PC / PC* (2017) : 3 ENS (Ulm, Lyon, Paris-Saclay), CentraleSupélec, Centrale Lyon, ENSTA Paris, Mines ParisTech, Polytechnique, Ponts ParisTech, ISAE-Supaéro, Télécoms ParisTech, ESPCI ParisTech, Chimie ParisTech. - PC / PC* (2020) : Polytechnique, 3 ENS, Mines ParisTech, Ponts ParisTech, Télécoms Paris, ISAE-Supaéro, Chimie ParisTech, ESPCI, CentraleSupélec, les écoles Centrale de Lyon, Lille, Marseille et Nantes, les Mines Nancy et Saint-Étienne, Ensta Paris, Arts et Métiers, Insa, Grenoble INP, ENSEEIHT, ESTP, UTC, IMT Atlantique. - PSI / PSI* (2017) : Arts et Métiers ParisTech, CentraleSupélec, Centrale Lyon, 2 ENS (Paris-Saclay, Rennes), ENSTA Paris, Mines ParisTech, Polytechnique, Ponts ParisTech, ISAE-Supaéro, Télécom ParisTech. - PSI / PSI* (2020) : Polytechnique, 3 ENS, Mines ParisTech, Ponts ParisTech, Télécoms Paris, ISAE-Supaéro, CentraleSupélec, les écoles Centrale de Lyon, Lille, Marseille et Nantes, Mines Nancy et Saint-Étienne, Ensta Paris, Arts et Métiers, Insa, Grenoble INP, ENSEEIHT, ESTP, UTC, IMT Atlantique. - BCPST (2017) : 3 ENS (Ulm, Lyon, Paris-Saclay), 4 ENV (ENV Alfort, VetAgroSup Lyon, Oniris - Nantes Atlantique, ENV Toulouse), AgroParisTech, Agrocampus Ouest, Agrosup Dijon, Bordeaux Sciences Agro, Montpellier Sup Agro, Ensaia, Ensat, ENGEES, ENSG - BCPST (2020) : 3 ENS (Ulm, Lyon, Paris-Saclay), 4 ENV (ENV Alfort, VetAgroSup Lyon, Oniris - Nantes Atlantique, ENV Toulouse), AgroParisTech, Agrocampus Ouest, Agrosup Dijon, Bordeaux Sciences Agro, Montpellier Sup Agro, Ensaia, Ensat, ENGEES, ENSG, Chimie Paris Tech, ESPCI, Polytechnique. - ECE et ECS (2017) : HEC, ESSEC, ESCP Europe, EM Lyon, EDHEC, ENS Paris-Saclay, Audencia, Grenoble École de Management, Neoma, Skema, Toulouse Business School. - Khâgne A/L (2017) : ENS Ulm, École des chartes, École du Louvre, Masters ENS, Celsa, ESIT, ISIT, Ismapp, 9 IEP, écoles de commerce (banques BCE et Ecricome) - Khâgne A/L (2020) : 3 ENS (Ulm, Lyon, Paris-Saclay), Ecole des chartes, Master ENS, Ecole du Louvre, Celsa, ESIT, ISIT, ISMaPP, Dauphine, 10 IEP, Top5 ESC (HEC, ESSEC, ESCP BS, EMLyon, EDHEC). - Khâgne (2017) : ENS-LSH, Celsa, ESIT, ISIT, Ismapp, Dauphine, Masters ENS, 9 IEP, écoles de commerce BCE et Ecricome. |                                              |                             |                                       |

## Anciens élèves
- Jean-Marie Alaize, homme politique
- Jean-Pierre Andrevon, écrivain de science-fiction
- Antoine, chanteur
- René Ballet, écrivain, grand reporter
- Jean-Pierre Barbier, homme politique
- Jean-Jacques Becker, historien
- Jean Berthoin, ancien ministre
- Christian Beullac, ancien ministre
- Maurice Blanc, architecte
- Robert Bornecque, historien et écrivain
- Jean-Marie Bouissou, historien, spécialiste du Japon contemporain
- Maurice Breistroffer, botaniste et géologue
- Paul Champsaur, président de l'Autorité de la statistique publique
- Jean-Claude Colliard, juriste et ancien membre du Conseil constitutionnel
- Jean-Loup Dabadie, scénariste, parolier, homme de lettres, académicien[13]
- Marc Dugain, réalisateur et romancier
- Pierre Étienne, poète et religieux
- Raphaël Ferret, acteur
- André Fribourg-Blanc, neuropsychiatre
- Michel Fugain, chanteur
- Pierre Fugain, médecin et résistant
- Louis Gentil, résistant, Compagnon de la Libération
- Sébastien Geraci, metteur en scène et acteur
- Jean-Claude Groshens, haut fonctionnaire
- Serge Kampf, fondateur de Capgemini
- Conrad Kilian, géologue
- Emmanuel Krivine, chef d'orchestre
- Jean-Marie Laborde, mathématicien
- André Laronde, archéologue helléniste
- Karim Maurice, pianiste et compositeur
- Jean-Marie Messier, ancien président de Vivendi
- Jules Offner, botaniste
- René Perrin, industriel et inventeur
- Jean-François Pillou, entrepreneur du web
- Jacques Richard-Molard, géographe
- Guillaume Rozier, ingénieur en informatique, agrégateur de données et consultant en science des données
- Julien Saby, joueur de rugby
- Jean-Jacques Servan-Schreiber, journaliste et homme politique
- Olivier Testa, spéléologue
- Serge Toubiana, journaliste et ancien directeur de la Cinémathèque française
- Jacques Truphémus, peintre
- Gaston Valois, résistant et homme politique
- Olivier Véran, médecin et ministre

## Anciens professeurs
- André Allix, géographe
- Jean-Pierre Andrevon, professeur de dessin puis écrivain
- Robert Bornecque, professeur d'histoire et géographie
- Félix Germain, professeur de lettres classiques, alpiniste, secouriste, écrivain
- Michel Philibert, philosophe
- François-Marie Raoult, chimiste
- Albert Spaeth, professeur d'allemand
- François Willi Wendt, peintre et professeur d'allemand

## Proviseurs
- Elie Nougaret (1899 - 1911)
- Eugène Vachey (1911 - 1914)
- Joseph Chaussade (1914 - 1915)
- Amédée Trannoy (1915 - 1926)
- Paul Bouchy (1926 - 1930)
- René Polack (1930 - 1932)
- Augustin Guiran (1932 - 1941)
- Charles Leconte (1941 - 1944)
- Lucien Dumas (1944 - 1948)
- Raymond Schiltz (1948 - 1955)
- Maxime Pagis (1955 - 1959)
- Pierre Benoit (1959 - 1966)
- André Colbeau (1966 - 1974)
- Serge Huau (1974 - 1995)
- Michel Henaud (1995 - 1998)
- Gil Cazenve (1998 - 2006)
- Jean-Louis Coppéré (2006 - 2012)
- Alain Mattone (2012 - 2022)
- Manuel Neves (2022 - )